# Marie Anne av Württemberg
Marie Anne Ignace av Württemberg, född 27 december 1652, död 1693, var en fransk aristokrat. Hon ryktades ha varit mätress till kung Ludvig XIV av Frankrike 1681.

## Biografi
Hon var dotter till prins Ulrich av Württemberg (död 1671), yngre bror till den regerande hertig Eberhard av Württemberg, och Isabelle de Ligne-Arenberg (d. 1678). Sedan hennes far avlidit bosatte hon sig med sin mor i Paris. 
Hon blev omhändertagen av det franska kungahuset och placerades i ett kloster i Paris, där hon konverterade till katolicismen. Hon föreslogs som brud till Jakob II av England, men han gifte sig istället med Maria av Modena å 1673. 
Marie Anne presenterades slutligen vid det franska hovet, där hon gjorde ett gott intryck och uppges ha haft ett förhållande med Ludvig XIV under år 1681. Madame de Maintenon såg till att hon sändes bort från hovet, och hon dog i kloster. 